# Gerechtigkeitskommandos des armenischen Völkermords
Die Gerechtigkeitskommandos des armenischen Völkermordes (armenisch Հայկական Ցեղասպանութեան Արդարութեան Մարտիկներ JCAG, türkisch Ermeni Soykırımı Adalet Komandoları) waren eine rechtsgerichtete, nationalistische armenische Terrororganisation, die zwischen 1972 und 1987 weltweit operierte. Unter dem Namen Armenische Revolutionäre Armee war sie der militärische Zweig der Armenischen Revolutionären Föderation (ARF).
Sie betrachtete die Leugnung des Völkermords an den Armeniern durch die Türkei als Fortsetzung des osmanischen Völkermords und strebte die Errichtung eines unabhängigen Armenien unter Einschluss Westarmeniens (inklusive östlicher Teile der Türkei) an. Dabei verübten die Organisation Attentate gegen Vertreter der Republik Türkei (vor allem türkische Diplomaten) auf der Welt. Anders als die marxistische Asala lehnte die JCAG die Zusammenarbeit von Diaspora-Armeniern mit Sowjet-Armenien ab.
Anschläge auf türkische Diplomaten wurden durchgeführt in den Vereinigten Staaten, Frankreich, Kanada, Österreich, Portugal sowie Belgien. Die Gerechtigkeitskommandos kämpften auch im Libanesischen Bürgerkrieg ab 1975 mit.
Unter dem Namen „Griechisch-Bulgarisch-Armenische Front“ führte das JCAG 1986 den Bombenanschlag auf das türkische Konsulat von Melbourne durch, sowie 1987 den Anschlag auf die Briefsortierungseinrichtung von Brisbane.